# Casa Lis

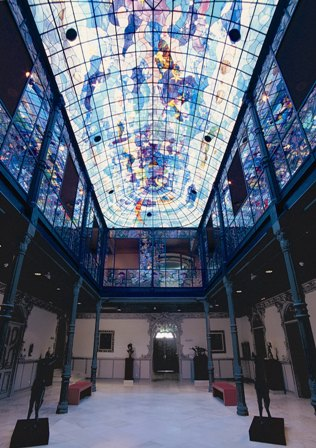
Il cortile interno dell'edificio.

La Casa Lis è una palazzina di Salamanca.
Costruita sopra l'antica fascia della muraglia cittadina, è oggi sede del Museo dell'Art Nouveau e dell'Art Deco ed è considerata il primo edificio modernista della città.

## Contesto storico
Nelle Esposizioni universali celebrate intorno all’anno 1900 si configurò un nuovo modo di concepire l’arte e la vita, che prese il nome di Art Nouveau in Francia, Liberty in Italia e Jugendstil in Germania.
Miguel de Lis, industriale della conciatura a Salamanca, viaggiava con frequenza per tutta Europa ed ebbe l’occasione di conoscere questi cambiamenti artistici. Incaricò quindi l'architetto Joaquín de Vargas, che conosceva il lavoro degli architetti modernisti belgi e che aveva progettato il Mercado de Abastos, di realizzare la palazzina di famiglia che fu terminata nel 1905.

## Collegamenti esterni

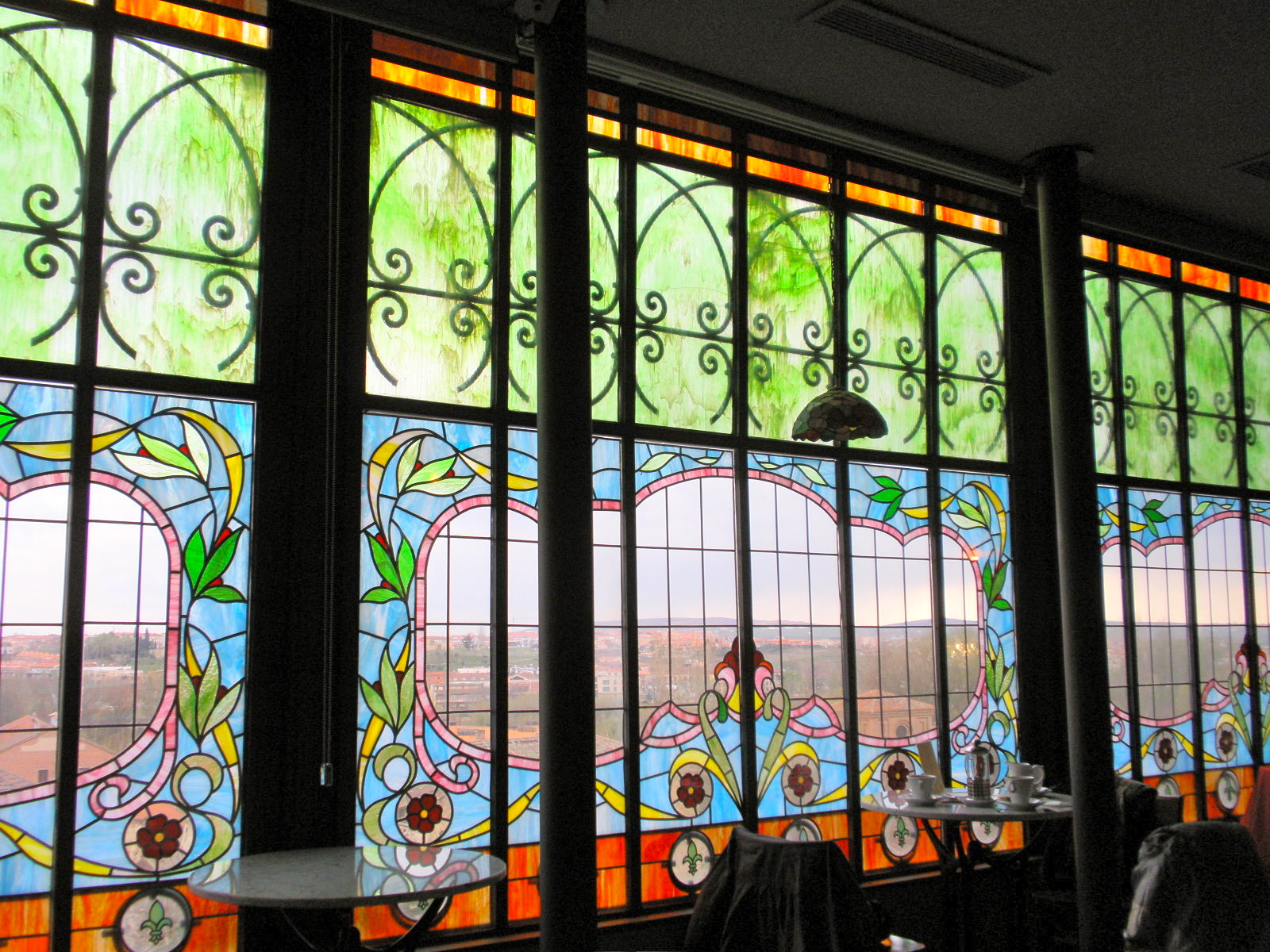
Vetrata interna